# Metode u Kabali
Kabala kao jedno sustavno učenje mora imati svoje metode kojima dolazi do valjane spoznaje. Članak govori o konkretnim postupcima – metodama, koje pripadaju Kabali kao mističkom pristupu sadržajima Biblije. Budući da Kabala podrazumijeva tri vida – teozofijski, meditativni, činidbeni, to će onda postupci (koraci metode) biti specifični za svaki od tih vidova Kabale. Sažeto rečeno, može se govoriti o sljedećim postupcima ili metodama:
1.     Proučavanje Biblije – model PaRDeS; Kabala pretpostavlja vjerovanje u Boga pa je stoga vjerovanje jedna od sastavnica Kabala metodologije.
2.     Meditativno zadubljivanje nad od prije postavljenim istinama: vlastitim iskustvom osvjedočiti se o teorijskim postavkama učenja; metoda u Kabali upućuje, usmjerava na vlastitu praksu u Kabali, naime vlastitu uključenost u predmet koji se želi spoznati.
3.     Primjenjivati Kabalu u svakodnevnom životu i na taj način provjeravati njezinu djelotvornost i korisnost za život u ljudskom svijetu. 

## Metode teorijske Kabale
Za teorijsku (teozofijsku) Kabalu važna je metoda koja se koristi u tumačenje biblijskoga teksta, a to je hermeneutički model zvan PaRDeS. To je model tumačenja kojega čine četiri koraka:
1. Pešat:  daje doslovni smisao teksta
2. Remez: upućuje na metaforički/alegorijski smisao
3. Deraš:   izvodi moralni, homiletički smisao
4. Sod: otkriva skriveni, mistički smisao teksta; taj posljednji korak je karakterističan za Kabalu.
Meditativno čitanje: To bi bilo čitanje pri kojem sadržaj nekog kabalističkog teksta kao da postaje sadržajem i supstancijom duše samog čitatelja. U tom smislu duša teksta očituje se kao, bolje reći postaje tekstom (tkivom) same duše. Time odvijanje sadržaja koji je svojstven samom tekstu postaje očitovanjem sadržaja same duše, njezin razvoj. 

## Metode meditacijske Kabale
Jedan od putova zadobivanja iskustva u Kabali je uzdizanje kroz sefirote na više razine svjetova.  
Da bi se zadobilo iskustvo o nekom od viših svjetova mora se odgovarajućom razinom duše i tijela, uzdignuti do odgovarajuće više razine svijeta; tako, ako se želi boraviti u:
svijetu Jecira – mora se uzdignuti dušom Ruah i tijelom unutarnje forme;
svijetu Beria  – mora se uzdignuti dušom Nešama i tijelom unutarnjeg pokreta;
svijetu Acilut  – mora se uzdignuti dušom Haja i tijelom unutarnjeg govora.
Temeljna metoda u Kabali svakako je meditacija, poznata pod nazivom hitbonenut. Meditacija u Kabali nije nekakav mehanički postupak: ne postoji neka formula, mehanički algoritam po kojem bi se odvijao proces meditacije. No, Kabala inače nije u znaku mehaničkih, rutinskih postupaka. Kada se govori o meditaciji u Kabali, tada se najčešće rabi hebrejska riječ hitbonenut koja označuje duboko intelektualno razmatranje nečeg pripadnog Bogu; hitbonenut  nas dalje vodi u jedno posvećeno gledanje, gotovo zurenje u Boga – histaklut, a to dalje vodi u jedno prianjanje, priljubljivanje uz Boga – devekut. Nadalje, rabi se i riječ “hitbodedut” koja označuje doživljaj Boga u samotnoj izoliranosti od svijeta. Meditirati znači razmišljati o nekom predmetu, ali za razliku od uobičajenog razmišljanja, ili mišljenja u znanosti i filozofiji, u Kabali to ima neke specifičnosti, koje se pokazuju u samim izrazima za “meditaciju”. 
Interiorizacija, pounutrašnjenje (hebr: hafnama) sastoji se u tome da se čovjek povuče u sebe, smiri svoju svijest, usmjeri ju prema unutra i time,  
a)      usmjeravanjem na čisti lik bića (pojava) dospijeva u dušu Ruah i na taj način spoznaje svijet u njegovom čistom obličju – svijet Jecira;
b)      usmjeravanjem na čistu snagu bića dospijeva u dušu Nešama i na taj način spoznaje svijet u njegovoj čistoj snazi – svijet Beria;
c)      usmjeravanjem svijesti na čisti logos (govor i logika) dospijeva u dušu Haja i na taj način spoznaje svijet u njegovoj čistoj logosnosti – svijet Acilut. 

## Metode činidbene Kabale (Kabala ma'asit)

### Kontrola loših poriva (jecer hara)
Koliko štete može čovjeku u životu nanijeti slijeđenje zlih poriva spoznali su i Kabalisti. Oni su, čak što više, razradili praksu nadvladavanja zlih poriva. Ova se praksa smješta u svijet Jecira, a to je svijet čistih likova što ih gleda duša Ruah. Duša Ruah reagira emocionalno na viđene likove – oni se njoj sviđaju ili su joj odbojni, i takva reakcija duše Ruah je jako važna, jer služi kao pokretač daljnjeg čovjekovog djelovanja, naime:
·        ako se duši Ruah sviđaju likovi koje gleda, tada oni postaju čovjeku (kao cjelovitom biću) privlačni, tj. privlačit će ga na određene radnje iako se one ne bi smjele vršiti.
·        ako se duši Ruah ne sviđaju likovi koje gleda tada oni postaju odbojni čovjeku kao cjelovitom biću, odbijaju ga od vršenja određenih radnji iako se one moraju vršiti.
Dakle, sviđanje ili nesviđanje može dospjeti u sukob s moralnim vidom neke radnje. Na primjer, čovjeku se sviđa izgled tuđeg automobila, on je njemu emocionalno privlačan, ali to nije opravdani razlog da on sebi, protuzakonito prisvoji taj auto. Ili, drugi primjer, mladom čovjeku može biti privlačan lik neke djevojke, ali on mora u sebi zatomiti taj osjećaj sviđanja, jer je ta djevojka, recimo, zaručena za njegovog prijatelja, ili slično. Takav poriv na djelovanje koje može uroditi zlim posljedicama, ima u židovskoj etičkoj tradiciji svoje ime, a to je: jecer hara, u prijevodu zao poriv.
Zbog toga je potrebno, da bi se izbjeglo zlo, odustati od djelovanja vođenog zlim nagonom (jecer hara); štoviše, potrebno je stalno podčinjavati zle porive u sebi, nadvladavati ih. U praksi yoge govori se o pratyahari koja označuje izvlačenje psihičke energije iz domene (objekta) osjetila. Po analogiji, u Kabali pratyahara će označavati izvlačenje psihičke energije iz domene zlih poriva (jecer hara) te njeno preusmjeravanje u domenu dobrih poriva (jecer hatov). Takvu se praksa može nazvati: lehaknia jecer hara. To treba primijeniti na sve sefirote i njima odgovarajuće duševne usmjerenosti. Slijedi tabelarni pregled u kojem je vidljivo na koji način treba odvući pažnju od jecer hara i usmjeriti ju na jecer hatov:
| od Jecer hara | do Jecer hatov                                          |
| odvući pažnju od negativnog vida duševne moći – u ovom slučaju od tupe pospane i otupjele svijesti,                                    | do prave transcendirajuće svijesti;                     |
| odvući pažnju od negativnog vida duševne moći – u ovom slučaju od vrijednosno dezorijentiranog pogleda na stvarnost,                   | do pravog cjelovitog (holističkog) uvida;               |
| odvući pažnju od negativnog vida duševne moći – u ovom slučaju od potpune raštrkanosti mišljenja, njegove izgubljenosti u detaljima,   | do korisnog analitičkog pristupa;                       |
| odvući pažnju od negativnog vida duševne moći – u ovom slučaju od rasipnog davanja,                                                    | do razumnog davanja u ljubavi;                          |
| odvući pažnju od negativnog vida duševne moći – u ovom slučaju od škrtosti i prevelike strogosti,                                      | do stava pravednosti;                                   |
| odvući pažnju od negativnog vida duševne moći – u ovom slučaju od popuštanja i davanja prednosti jednom od sefirota: Hesed ili Gevura, | do uravnoteženog pristupa obima; ravnoteža              |
| odvući pažnju od negativnog vida duševne moći – u ovom slučaju od tvrdoglavog nastojanja „glavom kroz zid“,                            | do hrabrog svladavanja prepreka;                        |
| odvući pažnju od negativnog vida duševne moći – u ovom slučaju od prebrzog sustajanja,                                                 | do ozbiljne ustrajnosti;                                |
| odvući pažnju od negativnog vida duševne moći – u ovom slučaju od hedonističke samoživosti,                                            | do istinskog sebe-ozbiljenja;                           |
| odvući pažnju od negativnog vida duševne moći – u ovom slučaju od tupe bezobzirne nametljivosti,                                       | do smjernog ponašanja i pozitivnog utjecaja na bližnje; |

### Djelovanje u znaku vrline
Ova praksa nalazi svoje mjesto u svijetu stvaranja – Beria, a to je svijet događanja Božje snage.
U svijetu postoji kretanje snage koja u krajnjoj instanci dolazi od Boga, pa se može govoriti o dinamici Božje snage. Ta dinamika može često biti turbulentna, i snažno pobuditi energijski ustroj čovjeka kao snagosnog bića. Duša Nešama koja korespondira svijetu Beria – u kojemu se zbiva kretanje (Božje) snage, osjeća djelovanje snage na čovjekovo tijelo, jer je ona sama jedna od sastavnica jedinstvenog sklopa duše i tijela. No, duša Nešama je po svom bitnom određenju umna, misleća duša (u Aristotela: dianoetike psyhe); u čemu se sastoji umnost duše Nešama ako ne u tome da umno reagira na događaje u svijetu; takve umne, umom osmišljene reakcije na kretanje snage u svijetu možemo zvati vrlinama, zapravo u tome je pravi smisao vrline. Koje su to vrline?
Prema učenju kabaliste Yitzchak Ginsburgha za svaku sefira postoji određeni atribut duha – što se može zvati vrlinama:
| Sefira  | Božji atribut     | atribut duha, odnosno: vrlina                 |
| Keter   | Božja uzvišenost  | emuna: vjera ta'anug: blaženstvo racon: volja |
| Hokma   | Božja mudrost     | bitul: samozatajnost                          |
| Bina    | Božji um          | simha: radovati se stalno                     |
| Hesed   | Božja ljubav      | ahava: ljubav                                 |
| Gevura  | Božja pravednost  | jira: strahopoštovanje pred Bogom             |
| Tiferet | Božja ljepota     | rahamim: milosrdnost                          |
| Necah   | Božja pobjeda     | bitahon: povjerenje (u Boga)                  |
| Hod     | Božja slava       | temimut: iskrenost                            |
| Jesod   | Božji temelj      | emet: istinoljubivost                         |
| Malkut  | Božje kraljevstvo | šiflut: poniznost                             |

### Molitva (t'fila)
Molitva se može prakticirati u suptilnom tijelu unutarnjeg govora; to je ono tijelo koje je izgovoreno od Boga i koje čini potenciju da se  čuje govor Božji. U duši Haja se događa zo da ona zbiljski razgovara s Bogom u molitvi. Duša Haja čuje i čini čujnim slova Božjeg govora u tijelu govora.
Paradigmatična praksa zbiljske vjere je molitva. Praksa zbiljske vjere se zbiva u otvorenosti dinamičnom zbivanju najviše Snage, koja je neki Tko - Bog, i u suhodu s tom Snagom. Molitva se sastoji u obraćanju u vjeri toj najvišoj Snazi, u razgovoru s njom kao živim subjektom (Tko-biti) - osobom (u eminentnom smislu). Ako je vjera (emuna) jedno prepuštanje i otvorenost događanju najviše Snage - moment pasivnog prihvaćanja i pomirenosti s onim što Snaga hoće, s njezinom voljom (racon), onda se molitva sastoji u nekom ulaženju u prostor Snage, jednom tihom približavanju, primicanju Snazi s namjerom da joj se nešto predloži; molitva je jedno smjerno podastiranje zahtjeva, molbe, sugestije vlastite volje u smislu "Bože, ja bih htio to-i-to, ali samo ako je to u skladu s Tvojom voljom".
Ako je Bog govor (Logos), onda je upravo sam govor onaj medij u kojem se s Bogom susrećemo kroz:
a) njegov nagovor
b) naš odgovor Bogu
c) razgovor s Bogom
Molitva kao razgovor s Bogom, može se, kao i svaki govor, odvijati na više razina duše. Smisao molitve kao razgovora razmatra se u okviru PaRDeS, naime čovjek može moliti na razini:
Nefeš duše i tome će odgovarati pešat razina smisla;
Ruah duše i tome će odgovarati remez razina smisla;
Nešama duše i tome će odgovarati deraš razina smisla;
Haja duše i tome će odgovarati sod razina smisla.
Neki kabalisti smještaju različite vrste molitve na različite razine svijeta, a time i duše, tako da:
u svijet Asija  smještaju molitvu:  birhot hašarah (jutarnji blagoslovi)
u svijet Jecira smještaju molitvu: Psalme
u svijet Beria smještaju molitvu: Šema Jisrael
u svijet Acilut smještaju molitvu: Amida (šmone esre).
Ali, svaku od tih molitvi vjernik može moliti na sve četiri razine kao što se biblijski tekst može tumačiti (davati mu smisao) na sve četiri razine u okviru PaRDeS. Slijedi tabelarni prikaz:

### Vršenje Božjih zapovijedi (micvot)
Riječ d'vekut označuje priljubljivanje, doslovno bi bilo „priljepljivanje“ uz Boga, u smislu potpune predanosti Bogu. Božje zapovijedi treba vršiti u duhu d'vekut.
Božje zapovjedi, micvot, smještaju se na razinu Asija svijeta, jer se sastoje u nekom činjenju (hebr. la'asot: činiti) ili ne-činjenju. Međutim i same micvot možemo razmatrati na višim razinama – višim svjetovima (olamot) i višim razinama razumijevanja – PaRDeS. To je osobito prihvatljivo kad je riječ o tzv. „Deset Zapovjedi“ za koje je bolji prijevod „Deset besjeda“; uzmimo tzv. prvu zapovijed, koja uopće nije zapovijed:
1„ Onda Bog izgovori ove riječi:
2 Ja sam Jahve, Bog tvoj, koji sam te izveo iz zemlje egipatske, iz kuće ropstva. Nemoj imati drugih bogova osim mene.“
Izgleda kao da nam sam tekst Biblije proturječi, jer piše „Nemoj imati...“, dakle zapovijed; međutim sam tekst u izvorniku nije u imperativu, nego u futuru, dan kao Božje jamstvo čovjeku, dakle: „Ti nećeš imati drugih bogova osim mene.“
Ako bi se tekst micvot razmatrao na svim višim razinama, onda bi on gubio svoju doslovnu namjenu da bude zapovijed činjenja (ili zabrana neželjenog činjenja); on bi sve više zadobivao dimenziju viših stupnjeva kabalističke prakse uzdizanja k Bogu, pa izgleda kao da bi mogao i zamijeniti ih, nastupiti kao molitva, čitanje Tore, predanost Bogu. Potrebno je razmotriti mjesto svakog člana prakse u sva četiri svijeta:
Svaka od zapovjedi može se vršiti na sve četiri razine kao što se i biblijski tekst može tumačiti (davati mu smisao) na sve četiri razine u okviru PaRDeS.
Na razini svijeta Asija: mehaničko izvršavanje zapovjedi, zato što se to mora činiti.
Na razini svijeta Jecira: uživljavanje u sadržaj micvot, emocionalno pristajanje uz nju, ali često praćeno čuvstvenim, afektivnim kolebanjem.
Na razini svijeta Beria: razmišljanje o micvot, traženje racionalnih razloga za i protiv; uvažavanje civilizacijskoga napretka, znanstvenih stavova, i slično, sve vezano uz intelekt.
Na razini svijeta Acilut: kao rezultat uzdizanja duše do najvišeg smisla nastaje osnaženi smisao, koji određuje akciju u Asija svijetu, i tada je to prava akcija, zbiljsko (na najvišoj razini) vršenje micvot.

## Primjena Kabale
1.     Primjenom Kabale u svakodnevnom životu provjerava se njezina djelotvornost i korisnost za život u ljudskom svijetu:
a)      U tumačenju svetih tekstova
b)      U zdravom načinu življenja
c)      U tikkun olam (popravljanju svijeta)

## Vanjske poveznice
[neaktivna poveznica]